# Rue du Javelot
La rue du Javelot est une voie du 13e arrondissement de Paris, en France.

## Situation et accès
La rue du Javelot est une voie privée ouverte à la circulation publique, située sous la dalle des Olympiades dans le 13e arrondissement de Paris. Elle débute au 103, rue de Tolbiac et se termine au 49, rue Baudricourt, parcourant un trajet coudé de 630 m de long sous la dalle.
La rue du Javelot est intégralement souterraine ; il s'agit d'une voie de desserte permettant d'accéder aux parkings et aux tours de la dalle des Olympiades, ainsi qu'aux accès de livraison des commerces. À peu près en son milieu, elle touche la rue du Disque, l'autre voie de desserte du sous-sol de la dalle.
La rue est interdite à la circulation des piétons sur la quasi-totalité de son parcours.

## Origine du nom
Elle a été nommée ainsi en référence au lancer du javelot, discipline olympique, la commercialisation de l'opération de reconstruction de l'îlot s'étant faite sous le nom d'« Olympiades ».

## Historique
La rue du Javelot fut réalisée dans le cadre de la rénovation du secteur Italie XIII (Gare de Paris-Gobelins), et a pris sa dénomination le 13 juillet 1972.

## Bâtiments remarquables et lieux de mémoire
- Philippe Morisson (1924-1994), artiste peintre et lithographe abstrait géométrique, a vécu au nº17.
- Le commissaire Navarro, personnage principal de la série télévisée du même nom, habite au nº27, la tour Londres.